# 71-я истребительная авиационная дивизия
 71-я истребительная авиацио́нная диви́зия  (71-я иад) — авиационное воинское соединение истребительной авиации Вооружённых сил СССР в Великой Отечественной войне.

## Наименования дивизии
- 71-я истребительная авиационная дивизия;
- 71-я истребительная авиационная дивизия ПВО;
- 71-я авиационная дивизия;
- 71-я смешанная авиационная дивизия.

## История и боевой путь дивизии
71-я истребительная авиационная дивизия начала формирование в апреле 1941 года на аэродроме Пирсагат Азербайджанской ССР в составе Военно-Воздушных сил Закавказского военного округа.
С началом Великой Отечественной войны дивизия выполняла задачу по прикрытию объектов города Баку и Бакинского нефтеносного района путем дежурства на аэродромах и вылетами по тревогам 3-го корпуса ПВО. В связи с реорганизацией системы ПВО приказом НКО № 0041 от 19 июня 1941 года дивизия, не закончив своего формирования, 7 июля 1941 года была передана в 8-й истребительный авиационный корпус ПВО.
В состав действующей армии дивизия не включалась.

## В составе соединений и объединений
| Дата            | Фронт (округ)              | Армия                 | Примечания |
| --------------- | -------------------------- | --------------------- | ---------- |
| 04.04.1941 года | Закавказский военный округ | Закавказская зона ПВО | -          |
| 22.06.1941 года | Закавказский военный округ | Закавказская зона ПВО | -          |
| 14.07.1941 года | Закавказский военный округ | Закавказская зона ПВО | -          |
| 23.08.1941 года | Закавказский фронт         | Закавказская зона ПВО | -          |

## Командиры дивизии
| Звание       | Имя                             | Период                  | Примечание |
| ------------ | ------------------------------- | ----------------------- | ---------- |
| подполковник | Степанович Прокопий Григорьевич | 04.04.1941 — 14.07.1941 |            |
| Полковник    | Баланов Никифор Федотович       | 14.07.1941 — 01.04.1942 |            |

## Состав дивизии
| Части                                 | Период                     | Дислокация по директиве | Примечание                            |
| ------------------------------------- | -------------------------- | ----------------------- | ------------------------------------- |
| 265-й истребительный авиационный полк | 04.04.1941 г. — 14.07.1941 | С.В. Банк               | И-16, передан в состав ВВС 44-й армии |
| 266-й истребительный авиационный полк | 14.04.1941 г. — 08.07.1941 | Аджи-Кабул              | И-16, передан в состав 8-го иак ПВО   |
| 267-й истребительный авиационный полк | 15.04.1941 г. — 14.07.1941 | Сулеймешкент            | И-153, передан в состав 8-го иак ПВО  |
| 268-й истребительный авиационный полк | 05.04.1941 г. — 14.07.1941 | Пирсагат                | И-16, передан в состав 8-го иак ПВО   |

## Участие в операциях и битвах
Участие в операциях и битвах не принимала, находясь в стадии формирования.
| И-15 бис | И-153 | И-16 |

## Базирование
| Период               | Аэродромы             |
| -------------------- | --------------------- |
| 04.1941 — 14.07.1941 | Пирсагат, Азербайджан |